# ACS Nano
ACS Nano (abrégé en ACS Nano) est une revue scientifique à comité de lecture mensuelle qui publie des articles concernant les nanotechnologies.
D'après le Journal Citation Reports, le facteur d'impact de ce journal était de 12,881 en 2014. L'actuel directeur de publication est Paul S. Weiss (Université de Californie à Los Angeles, États-Unis).